# 1341
| [ Edytuj tabelę ]                          |                                                                                 |
| Król Polski                                | - 1333 Kazimierz III Wielki 1370                                                |
| Król Albanii                               | - 1332 Robert 1364                                                              |
| Współksiążęta Andory                       | - 1326 Arnau de Llordà 1341 - 1341 Pere de Narbona 1348 - 1315 Gaston II 1343   |
| Król Anglii                                | - 1327 Edward III 1377                                                          |
| Król Aragonii i Walencji, hrabia Barcelony | - 1336 Piotr IV Aragoński 1387                                                  |
| Władca Azteków                             | - 1325 Tenoch 1376                                                              |
| Książę Bawarii                             | - 1340 Ludwik IV 1347                                                           |
| Margrabia Brandenburgii                    | - 1320 Ludwik 1351                                                              |
| Książę Burgundii                           | - 1315 Eudes IV 1349                                                            |
| Cesarz Bizancjum                           | - 1328 Andronik III Paleolog 1341 - 1341 Jan V Paleolog 1347                    |
| Car Bułgarii                               | - 1331 Iwan Aleksander 1371                                                     |
| Cesarz Chin                                | - 1333 Huizong 1368                                                             |
| Król Cypru                                 | - 1324 Hugo IV 1359                                                             |
| Król Czech                                 | - 1310 Jan Luksemburski 1346                                                    |
| Król Danii                                 | - 1340 Waldemar Atterdag 1376                                                   |
| Władca Egiptu                              | - 1310 An-Nasir Muhammad 1341 - 1341 Al-Mansur Abu Bakr 1341 - 1341 Kudżuk 1342 |
| Cesarz Etiopii                             | - 1314 Amde Tsyjon I 1344                                                       |
| Król Francji                               | - 1328 Filip VI 1350                                                            |
| Król Gruzji                                | - 1314 Jerzy V Wspaniały 1346                                                   |
| Hrabia Holandii                            | - 1337 Wilhelm IV 1345                                                          |
| Cesarz Japonii                             | - 1339 Go-Murakami 1368                                                         |
| Kalif                                      | - 1340 Al-Wathiq I 1341 - 1341 Al-Hakim II 1352                                 |
| Król Kastylii i Leónu                      | - 1312 Alfons XI 1350                                                           |
| Patriarcha Konstantynopola                 | - 1334 Jan XIV Kalekas 1347                                                     |
| Władca Korei                               | - 1339 Ch’unghye 1344                                                           |
| Wielki książę litewski                     | - 1316 Giedymin 1341 - 1341 Jawnuta 1344                                        |
| Cesarz Majapahitu                          | - 1328 Tribhuwana Widżajatunggadewi 1350                                        |
| Sułtan Maroka                              | - 1331 Abu al-Hassan Ali I 1350                                                 |
| Książę Mediolanu                           | - 1339 Giovanni 1354                                                            |
| Senior Monako                              | - 1338 Karol I 1357                                                             |
| Wielki książę moskiewski                   | - 1340 Siemion Dumny 1353                                                       |
| Król Nawarry                               | - 1328 Joanna II z Nawarry i Filip z Évreux 1342                                |
| Król Norwegii                              | - 1319 Magnus Eriksson 1355                                                     |
| Hrabia Palatynatu                          | - 1327 Rudolf II Wittelsbach 1353                                               |
| Papież                                     | - 1334 Benedykt XII 1342                                                        |
| Król Portugalii                            | - 1325 Alfons IV 1357                                                           |
| Cesarz Rzymski (niemiecki)                 | - 1314 Ludwik IV Bawarski 1347                                                  |
| Książę Saksonii                            | - 1298 Rudolf I 1356                                                            |
| Kapitanowie Regenci San Marino             | - 1341 Bentivegna da Valle Zanutino 1341                                        |
| Car Serbii                                 | - 1331 Stefan Urosz IV Duszan 1355                                              |
| Król Szkocji                               | - 1329 Dawid II Bruce 1371                                                      |
| Król Szwecji                               | - 1319 Magnus Eriksson 1363                                                     |
| Sułtan Turków                              | - 1324 Orchan 1360                                                              |
| Doża Wenecji                               | - 1339 Bartolomeo Gradenigo 1342                                                |
| Król Węgier                                | - 1308 Karol Robert 1342                                                        |
| Wielki mistrz zakonu krzyżackiego          | - 1335 Dietrich von Altenburg 1341                                              |

Rok 1341 / MCCCXLI
stulecia: XIII wiek ~
XIV wiek ~
XV wiek

lata: 1331 «
1336 «
1337 «
1338 «
1339 «
1340 «
1341
» 1342
» 1343
» 1344
» 1345
» 1346
» 1351

## Wydarzenia w Polsce
- 17 czerwca – biskup warmiński Herman z Pragi utworzył warmińską kapitułę kolegacką z siedzibą w Pierzchałach koło Braniewa.
- 29 września – w Poznaniu odbył się ślub króla Kazimierza Wielkiego z Adelajdą, córką landgrafa Hesji Henryka Żelaznego. Jednocześnie arcybiskup Janisław koronował Adelajdę na królową.
- miał miejsce najazd litewski na Lubelskie i Sandomierskie[1].

## Wydarzenia na świecie
- 18 stycznia – utworzono The Queen’s College w Oksfordzie
- 4 marca – Ramathibodi I wstąpił na tron Syjamu.

## Urodzili się
- 4 stycznia – Wat Tyler, przywódca chłopów angielskich w czasie antyfeudalnego powstania (zm. 1381).
- 5 czerwca – Edmund Langley, angielski książę z dynastii Plantagenetów (zm. 1402)
- 1 września – Fryderyk III Sycylijski, król Sycylii, formalny książę Aten i Neopatrii (zm. 1377)
- 10 listopada – Henry Percy, hrabia Northumberland, baron Percy, Lord Królestwa Wyspy Man i Wysp (zm. 1408)
- Herman II Uczony – landgraf Hesji (zm. 1413)

## Zmarli
- 13 marca – Trojden I, książę czerski z dynastii Piastów (ur. ok. 1284)
- 8 kwietnia – Nanker, biskup krakowski, biskup wrocławski (ur. ok. 1270)[2]
- 30 kwietnia – Jan III Dobry, książę Bretanii (ur. 1286)
- 11 czerwca – Bolko II Ziębicki, książę ziębicki (ur. zap. 1300)[3]
- 15 czerwca – Andronik III Paleolog, cesarz bizantyjski od 1328 (ur. 1297)
- 19 czerwca – Juliana Falconieri, włoska tercjarka serwitka, święta katolicka (ur. ok. 1270)
- 9 sierpnia  – Eleonora Andegaweńska, królowa małżonka Fryderyka II Sycylijskiego, członkini bocznej linii dynastii Kapetyngów (ur. 1289)
- 24 września – Dalmacjusz Moner, kataloński dominikanin, błogosławiony katolicki (ur. 1291)
- 4 grudnia – Janisław, polski duchowny katolicki, arcybiskup gnieźnieński

data dzienna nieznana:
- An-Nasir Muhammad – sułtan mamelucki w Egipcie (ur. 1285)
- Giedymin – wielki książę litewski w latach 1316–1341, założyciel dynastii Giedyminowiczów (ur. ok. 1275)
- Niccolò I Sanudo – wenecki władca Księstwa Naksos w latach 1323–1341
- Bartłomiej II Ghisi – czwarty wenecki władca Tinos i Mykonos w latach 1311–1341